# Языки тупи-гуарани
Тупи́-гуарани́ — крупнейшая ветвь языковой семьи тупи. Широко распространены в восточной части Южной Америки от Французской Гвианы на севере до Уругвая на юге. Включают около 30 языков, в том числе гуарани, тупинамба и ньенгату.
Первую грамматику тупи-гуарани составил испанский миссионер Жозе ди Аншиета.

## Классификация
Включает 8 групп.
1. гуаранийская
  - гуаяки (аче)
  - восточноболивийский гуарани (ава-исосеньо, чиригуано)
  - кластер гуарани:
    - старый гуарани (†)
    - парагвайский гуарани
    - чирипа-ньяндева
    - кайва (кайуа, пай-тавытеран)
    - юки (мбыа)
    - мбья-гуарани
    - пай-тавитера

  - шета
  - западноболивийский гуарани (симба)
2. гуараю (II): гуараю, †хора, сирионо, паусерна
3. тупи (III): кокама, ньенгату (жерал-амазоника), тупинамба (†), южный тупи, тупиникин (†), потигвара, омагуа
4. тенетехара (IV): ава-кануэйро, тапирапе, аквава, тенетехара
5. каяби (V): асурини́, каяби, аравете
6. кавахиб (VI): апиака, кавахиб или теньярин (диалекты паринтинтин, уру-еу-вау-вау, карипуна, дахой, жума), уру-па-ин
7. камаюра (VII): камаюра
8. оямпи (VIII): аманайе, анамбе, гуажа, карипуна, урубу-каапор, такуньяпе, ваямпи, эмерильон, туривара

Место двух языков: зо’э (потуру) и аура, открытых только в конце 1980-х, еще точно не определено.